# Volo Southern Airways 932
Il volo Southern Airways 932 era un volo charter della compagnia statunitense Southern Airways, operato da un Douglas DC-9 da Stallings Field (ISO) a Kinston, Carolina del Nord, all'aeroporto di Huntington Tri-State/Milton J. Ferguson Field (HTS) vicino a Kenova e Ceredo, Virginia Occidentale. Alle 19:36 del 14 novembre 1970, l'aereo si schiantò su una collina poco prima dell'Aeroporto Tri-State, uccidendo tutte le 75 persone a bordo in quella che è stata riconosciuta come "la peggior tragedia aerea legata allo sport nella storia degli Stati Uniti".
L'aereo trasportava 37 membri della squadra di football dei Thundering Herd della Marshall University, otto membri dello staff tecnico, 25 booster e due piloti, due assistenti di volo e un coordinatore charter. La squadra stava tornando a casa dopo una sconfitta per 17-14 contro gli East Carolina Pirates al Ficklen Stadium di Greenville, nel Nord Carolina.
A quel tempo, le squadre atletiche della Marshall viaggiavano raramente in aereo, poiché la maggior parte delle partite in trasferta erano facilmente raggiungibili in auto dal campus. Il team inizialmente aveva pianificato di cancellare il volo, ma cambiò piano e noleggiò il DC-9 della Southern Airways. L'incidente fu la tragedia più mortale che abbia colpito una squadra sportiva nella storia degli Stati Uniti.
È stato anche il secondo incidente aereo della squadra di football del college in poco più di un mese, dopo l'incidente del 2 ottobre che uccise 14 giocatori del Wichita State e altri 17.

## L'aereo e l'equipaggio
L'aereo era un Douglas DC-9-30 da 95 posti bimotore con numero di registrazione N97S. L'equipaggio dell'aereo di linea era composto dal capitano Frank Abbot (47), dal primo ufficiale Jerry Smith (28) più due assistenti di volo ed il coordinatore charter Danny Deese. Tutti erano qualificati per il volo. Questo volo fu l'unico di quell'anno per la squadra di football della Marshall University.

## Eventi che portarono allo schianto
La proposta originale di noleggiare il volo era stata rifiutata perché avrebbe superato "i limiti di decollo dei loro aerei". Le successive trattative portarono a una riduzione del peso dei passeggeri e dei bagagli, consentendo la programmazione del volo charter. L'aereo di linea lasciò Stallings Field a Kinston, nella Carolina del Nord, e il volo proseguì senza incidenti per Huntington. L'equipaggio stabilì un contatto radio con i controllori del traffico aereo alle 19:23 con istruzioni di scendere a 5.000 piedi (1.500 m). I controllori segnalarono all'equipaggio "pioggia, nebbia, fumo e un soffitto (cappa di nubi) frastagliato" nei cieli sopra l'aeroporto, rendendo l'atterraggio più difficile, ma ancora possibile. Alle 19:34, l'equipaggio dell'aereo di linea riferì di aver superato il radiofaro esterno del Tri-State. Il controllore diede loro l'autorizzazione per atterrare. Il DC-9 iniziò la sua normale discesa dopo aver superato il radiofaro esterno, ma non arrestò il suo percorso di discesa per poi mantenere l'altitudine a 1.240 piedi (380 m), come richiesto dalla procedura di avvicinamento strumentale assegnata. Invece, la discesa continuò per altri 300 piedi (91 m) per ragioni sconosciute, apparentemente senza che nessuno dei piloti vedesse effettivamente l'aeroporto, le luci o la pista. Nella trascrizione delle loro comunicazioni in cabina di pilotaggio, negli ultimi minuti, i piloti discussero brevemente che il loro pilota automatico si era "fissato" su una discesa in planata, sebbene l'aeroporto fosse dotato solo di un localizzatore. Il rapporto rilevava anche che il velivolo si era avvicinato alla raffineria di Catlettsburg negli ultimi 30 secondi prima dell'impatto, il che "avrebbe potuto influenzare un'illusione visiva prodotta dalla differenza di elevazione della raffineria e dell'aeroporto", che era quasi 300 piedi (91 m) più in alto rispetto alla raffineria, con le colline in mezzo. Il copilota, monitorando l'altimetro, gridò: "Sta iniziando a schiarirsi un po' a terra qui a...settecento piedi...Siamo duecento sopra [il vettore di discesa]", e chi stava consultando la cartina di avvicinamento rispose: "Scommetto che sarà un mancato avvicinamento". Il registratore di volo corrispondente mostra che il velivolo era sceso di altri 220 piedi (67 m) di elevazione entro questi 12 secondi, e il copilota Smith segnalò "quattrocento" concordando con il pilota che erano sull'"avvicinamento" corretto. il secondo successivo, però, il copilota chiamò rapidamente nuove letture, "centoventisei...CENTO", e immediatamente seguono i suoni dell'impatto.

## Lo schianto
L'aereo di linea continuò l'avvicinamento finale all'Aeroporto Tri-State quando entrò in collisione con le cime degli alberi su una collina a 1.690 m a ovest della pista 11 (ora pista 12). L'aereo prese fuoco e creò una fascia di terreno carbonizzato di 95 piedi (29 m) di larghezza e 279 piedi (85 m) di lunghezza. Secondo il rapporto ufficiale del National Transportation Safety Board (NTSB), l'incidente era "insormontabile". L'aereo "si è tuffato a destra, quasi capovolto, e si è schiantato prima con il muso". Quando l'aereo si è fermato, era a 1.219 piedi (1.286 m) alla pista e 275 piedi (84 m) a sud del marker centrale. Sebbene da allora la pista dell'aeroporto sia stata allungata oltre la sua soglia originale, rendendo più difficili le misurazioni storiche, il rapporto ufficiale dell'NTSB prevede "l'incidente è avvenuto durante le ore di oscurità a 38° 22' 27" di latitudine nord e 82° 34' 42" di longitudine ovest." Il rapporto rileva inoltre: "La maggior parte della fusoliera era fusa o ridotta a una sostanza simile alla polvere; tuttavia, diversi pezzi di grandi dimensioni sono stati sparsi in tutta l'area bruciata." I resti di sei passeggeri non furono mai identificati.

## L'indagine
L'NTSB indagò sull'incidente e pubblicò il suo rapporto finale il 14 aprile 1972. Nel rapporto, l'NTSB concluse: "[...] la causa probabile di questo incidente è stata la discesa al di sotto dell'altitudine minima di discesa durante un avvicinamento non di precisione in condizioni operative avverse, senza contatto visivo con la pista". Hanno inoltre affermato: "Il Board non è stato in grado di determinare il motivo di questa [maggiore] discesa, sebbene le due spiegazioni più probabili siano (a) un uso improprio dei dati della strumentazione in cabina di pilotaggio, o (b) un errore del sistema di altimetria." Almeno una fonte dice che l'acqua penetrata nell'altimetro dell'aereo avrebbe potuto perdere le sue letture di altezza, portando i piloti a credere che l'aereo fosse più alto di quanto era effettivamente.
Il consiglio ha formulato tre raccomandazioni a seguito di questo incidente, comprese raccomandazioni per gli Head-up display, dispositivi di allarme di prossimità al suolo e sorveglianza e ispezione delle operazioni di volo.

## Eventi successivi alla Marshall
Il 15 novembre 1970 si tenne un servizio commemorativo presso la Veterans Memorial Fieldhouse coperta da 8.500 posti con momenti di silenzio, ricordi e preghiere. Il sabato successivo si tenne un altro servizio commemorativo allo stadio Fairfield da 18.000 posti all'aperto. In tutta la nazione, molti hanno espresso le loro condoglianze. Le lezioni alla Marshall University, insieme a numerosi eventi e spettacoli della Marshall Artists Series (e la partita della squadra di football contro gli Ohio Bobcats football), furono cancellate e gli uffici governativi chiusi. Alla Field House si tenne un funerale di massa e molti dei morti furono sepolti al cimitero di Spring Hill, alcuni insieme perché i corpi non erano identificabili.
Gli effetti dell'incidente su Huntington sono andati ben oltre il campus Marshall. Poiché era l'unico volo charter della stagione della Herd, sull'aereo c'erano booster e cittadini di spicco, tra cui un consigliere comunale, un legislatore statale e quattro medici. Settanta bambini hanno perso almeno un genitore nell'incidente, e 18 di loro rimasero orfani.
Lo schianto del volo 932 aveva talmente devastato la comunità locale da aver quasi portato all'interruzione del programma di football dell'università. Il nuovo allenatore Jack Lengyel, gli studenti della Marshall University e gli appassionati di football di Thundering Herd convinsero il presidente ad interim del Marshall Donald N. Dedmon a riconsiderare l'annullamento del programma alla fine del 1970. Nelle settimane successive, Lengyel fu aiutato nei suoi tentativi dall'allenatore dei ricevitori Red Dawson. Dawson era un allenatore dello staff precedente tornato dalla partita dell'East Carolina insieme a Gail Parker, un allenatore di matricole. Parker volò fino alla partita, ma non tornò indietro, dopo aver cambiato posizione con Deke Brackett, un altro allenatore. Dawson e Parker stavano comprando noccioline bollite in un negozio di campagna nella Virginia rurale quando hanno sentito la notizia alla radio. Prima del viaggio, avevano concordato una missione di reclutamento al Ferrum College dopo la partita ECU-Marshall, in uno sforzo risultato infruttuoso di reclutare il linebacker del college junior Billy Joe Mantooth. Dopo l'incidente, Red Dawson ha aiutato a riunire un gruppo di giocatori che erano nella squadra di football junior varsity durante la stagione 1970, così come studenti e atleti di altri sport, per formare una squadra di football del 1971.
L'allenatore Rick Tolley era tra le vittime dell'incidente. Jack Lengyel fu nominato per prendere il posto di Tolley il 12 marzo 1971, dopo che Dick Bestwick, la prima scelta per il lavoro, si ritirò dopo una sola settimana e tornò al Georgia Tech. Lengyel, che proveniva da un lavoro di allenatore presso il College di Wooster, era stato assunto dal direttore atletico recentemente assunto Joe McMullen, con cui aveva precedentemente lavorato presso l'Akron University negli anni '50.
La squadra di football della Marshall University vinse solo due partite durante la stagione 1971, contro gli Xavier e i Bowling Green. Lengyel portò il Thundering Herd a un record di 9-33 durante il suo mandato, conclusosi dopo la stagione 1974.

### Memoriali

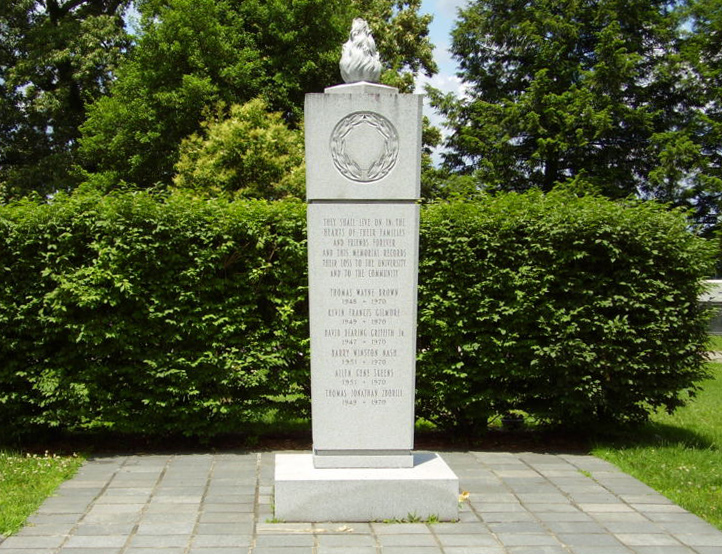
Memoriale al cimitero di Spring Hill ad Huntington per onorare le vittime dell'incidente aereo del 1970.

Il preside della Marshall University John G. Barker e il vicepreside Donald Dedmon nominarono un comitato commemorativo subito dopo l'incidente. Il comitato decise un monumento importante all'interno del campus, una targa e un giardino commemorativo al Fairfield Stadium e un cenotafio in granito allo Spring Hill Cemetery; anche al Memorial Student Center è stato designato un memoriale.
Il 12 novembre 1972, la fontana commemorativa è stata dedicata all'ingresso del Memorial Student Center. Il progettista della scultura, Harry Bertoia, ha creato il memoriale da 25000 $ che incorporava bronzo, tubi di rame e bacchette per la saldatura. La scultura di 6500 libbre, alta 13 piedi (2900 kg, alta 4 m) è stata completata in un anno e mezzo. Una targa è stata posta sulla base il 10 agosto 1973, con la scritta:
Ogni anno, nell'anniversario dello schianto, la fontana viene spenta durante una cerimonia commemorativa e non viene riaccesa fino alla primavera successiva.
Ogni anno, in occasione dell'anniversario dell'incidente, i morti vengono pianti in una cerimonia nel campus della Marshall University a Huntington, Virginia occidentale. Alcune delle vittime sono sepolte in una tomba nel cimitero di Spring Hill a Huntington; La 20th Street tra il Joan C. Edwards Stadium, l'attuale stadio di football nel campus di Marshall, e il cimitero di Spring Hill è stata ribattezzata Marshall Memorial Boulevard in onore delle vittime dell'incidente.
L'11 novembre 2000 è stato dedicato il We Are Marshall Memorial Bronze. La statua in bronzo di 17 × 23 piedi (5 × 7 m) è stata creata dall'artista Burl Jones di Sissonville, Virginia occidentale, ed è costata 150000 $. Si basa sulle idee di John e Ann Krieger di Huntington. È stato donato all'università dai fan di Marshall ed è attaccato allo stadio Joan C. Edwards sulla facciata ovest. È stato svelato a migliaia di persone 90 minuti prima della partita con i RedHawks dell'Università di Miami.
L'11 dicembre 2006 è stata dedicata una targa commemorativa al luogo dell'incidente aereo. La cerimonia ha visto come ospiti relatori William "Red" Dawson e Jack Hardin. All'evento sono stati riconosciuti i vigili del fuoco di Ceredo e Kenova.
La targa commemorativa recita:
Le vittime includevano 36 giocatori di football della Marshall University, 9 allenatori e amministratori, 25 tifosi e 5 membri dell'equipaggio.
Nessuno è sopravvissuto a questo orribile disastro.»
Un'altra targa commemorativa della squadra di football Marshall del 1970 è stata svelata alla East Carolina University lo stesso giorno e può essere vista all'ingresso della squadra ospite del Dowdy-Ficklen Stadium. I relatori in primo piano erano il cancelliere Steve Ballard, il direttore atletico Terry Holland, l'inviato dei Pirates Jeff Charles e il presidente della Marshall Stephen Kopp.
Si sta pianificando un campanile commemorativo sulla WV 75 vicino all'uscita 1 lungo l'Interstatale 64.
Il 14 novembre 2013, è stata la prima volta che la Marshall University aveva giocato una partita su strada durante un anniversario del disastro. In memoria delle 75 vittime, i giocatori della Marshall indossavano il numero 75 sui loro caschi. Il tributo è stato ripetuto per il resto della stagione, incluso quando la scuola giocò contro i Rice Owls nella partita della Conference USA Football Championship del 2013.
La Marshall avrebbe dovuto commemorare il 50º anniversario del disastro aereo nell'apertura della stagione calcistica il 29 agosto 2020. La partita doveva svolgersi nella Carolina dell'Est, la stessa squadra che li aveva sconfitti prima che avvenisse il disastro. La partita non si è mai verificata a causa della pandemia del COVID-19.

## Al cinema e in televisione

### Film
- Marshall University: Ashes to Glory, un documentario di Deborah Novak e John Witek trasmesso il 18 novembre 2000, sull'incidente e il successivo recupero del programma di football della Marshall nei decenni successivi.
- We Are Marshall, un film che drammatizza lo schianto del volo 932 e le sue ripercussioni, è stato presentato in anteprima il 12 dicembre 2006 a Huntington. Hanno interpretato Matthew McConaughey come Jack Lengyel e Matthew Fox come Red Dawson. Il DVD del film è uscito il 18 settembre 2007.

### Televisione
- Gli eventi dell'incidente sono documentati in un episodio di Aircrash Confidential intitolato "Disastrous Descents".[26]